# Mi trayectoria (álbum)
Mi Trayectoria es el cuarto álbum recopilatorio  de Héctor el Father. Publicado en el año 2008 bajo el sello Gold Star Music, en colaboración con Machete Music contiene las apariciones de Yomo, Zion, Víctor Manuelle, Divino, entre otros. Este disco es una recopilación de una cantidad de éxitos que lanzó El Father en solista y también con Héctor & Tito, posteriormente le seguiría El juicio final, su último álbum con el nombre de artista Héctor "El Father".
El sencillo de promoción fue la canción inédita «Te vi llorar», que posteriormente estuvo incluida en El juicio final.

## Lista de canciones
| N.º | Título                                                       | Productor(es)          | Duración |  |
| 1.  | «Te Vi Llorar» (Héctor el Father)                            | Wise                   | 3:39     |  |
| 2.  | «Sola» (Héctor el Father)                                    | Mambo Kingz            | 2:55     |  |
| 3.  | «Esta Noche De Travesura» (Héctor el Father con Divino)      | Nely, Luny Tunes       | 3:30     |  |
| 4.  | «Calor» (Héctor el Father)                                   | Nely, Luny Tunes       | 4:07     |  |
| 5.  | «Déjale Caer To'El Peso» (Héctor el Father con Yomo)         | Nesty                  | 4:11     |  |
| 6.  | «Tu Quieres Duro» (Héctor el Father)                         | Luny Tunes             | 3:38     |  |
| 7.  | «No Hay Nadie» (Héctor el Father con Víctor Manuelle y Yomo) | Luny Tunes, Tainy      | 4:29     |  |
| 8.  | «Dale Castigo» (Héctor el Father)                            | Luny Tunes, Baby Ranks | 4:10     |  |
| 9.  | «Tu Y Yo Mirándonos» (Héctor el Father con Zion)             | Naldo, Nely            | 3:17     |  |
| 10. | «Noche De Terror» (Héctor & Tito)                            | Luny Tunes             | 3:32     |  |
| 11. | «Te Encontré» (Héctor el Father)                             | Tainy, Wise            | 3:01     |  |
| 12. | «Vamos A Matarnos En La Raya» (Héctor el Father)             | Eliel, Naldo, Nely     | 3:23     |  |
| 13. | «Vamos Pa' La Calle» (Héctor el Father)                      | Nesty, Naldo           | 4:34     |  |
| 14. | «Te Vi Llorar (Salsa Version)» (Héctor el Father)            |                        | 4:27     |  |
| 15. | «Te Vi Llorar (Bachata Version)» (Héctor el Father)          |                        | 3:41     |  |